# アドミラル・シュパウン (軽巡洋艦)
| 竣工当時の「アドミラル・シュパウン」 | |
| 艦歴                                 | |
| 発注                                 | ポーラ工廠 |
| 起工                                 | 1908年5月30日 |
| 進水                                 | 1909年8月30日 |
| 就役                                 | 1910年11月15日 |
| 退役                                 | |
| その後                               | 1920年賠償艦としてイギリスに引き渡し後、1921年に解体                                                                           |
| 除籍                                 | 1920年 |
| 前級                                 | ツェンタ級 |
| 次級                                 | ヘルゴラント級 |
| 性能諸元                             | |
| 排水量                               | 常備：3,500トン 満載：3,943トン                                                                                                |
| 全長                                 | 130.6m |
| 水線長                               | 129.65m |
| 全幅                                 | 12.8m |
| 吃水                                 | 5.3m |
| 機関                                 | ヤーロー式石炭専焼水管缶16基 ＋パーソンズ式直結タービン機関2組4軸推進                                                          |
| 最大出力                             | 25,130hp |
| 最大速力                             | 27.07ノット |
| 航続距離                             | 24ノット/1,600海里 |
| 燃料                                 | 石炭：786トン |
| 乗員                                 | 327名 |
| 兵装                                 | スコダ 10cm（47口径）単装砲7基 スコダ 4.7cm（44口径）単装砲1基 7.62mm単装機銃1基 45cm単装魚雷発射管2基（1917年：4基） 機雷60個 |
| 装甲                                 | 舷側：60mm（水線最厚部） 甲板：20mm 主砲防盾：40mm（最厚部） 司令塔：60mm（最厚部）                                            |

アドミラル・シュパウン (Admiral Spaun) はオーストリア＝ハンガリー帝国海軍の軽巡洋艦。同型艦はない。艦名は帝国海軍総司令官であったヘルマン・フォン・シュパウンに因む。

## 概要
本艦は、オーストリア＝ハンガリー帝国海軍が防護巡洋艦ツェンタ級に続いて建造・就役させた軽巡洋艦の一隻である。本艦は1906年度海軍計画において通商破壊任務を主任務として設計・建造され、高速力発揮のため、推進機関としてレシプロ機関に代えて蒸気タービン機関を採用し、同海軍初のタービン推進巡洋艦となった。高圧・低圧タービン各1基を1組とする構成の機関を2組備え、計4軸推進で当時としては高速となる27ノットを発揮した。オーストリア＝ハンガリー帝国海軍においては偵察巡洋艦に類別された。
次級のヘルゴラント級軽巡洋艦とともに第一次世界大戦期のオーストリア＝ハンガリー帝国海軍では最良の軽巡洋艦であり、アドリア海域各地の機動作戦に使用された。

## 艦形
本艦の船体は船首楼型船体を採用していた。船首楼甲板上には10cm単装主砲2基を並列に配置。船首楼甲板後端には二層の艦橋構造物と棒檣構造の前檣がある。その後方の上甲板下は缶室区画で、甲板上に等間隔に4本の煙突が設けられた。煙突付近の舷側は端艇揚収位置となっている。また、この付近の舷側甲板上には10cm単装主砲が片舷2基ずつ置かれ、各舷の主砲の間に45cm単装魚雷発射管1基が配置された。後檣後方の後甲板上にも単装主砲1基が配置された。

## 兵装
本艦の主砲にはシュコダ社でオーストリア＝ハンガリー帝国海軍向けに製造したK11型 10cm（47口径）砲を採用した。この砲は後に自国の軽巡洋艦「ヘルゴラント級」や「サイダ」、駆逐艦「タトラ級」の主砲にも採用された。
その性能は、26.2kgの砲弾を用いた場合、仰角14度での射程11,000mであった。これを防盾の付いた単装砲架で搭載した。旋回と俯仰は主に人力で行われ、砲身の仰角18度・俯角4度で砲架は左右に180度旋回できたが実際は上部構造物により射界に制限があった。発射速度は毎分8～10発だった。
他に対水雷艇迎撃用にシュコダ製4.7cm（44口径）砲を1基搭載した。
水雷兵装として45cm単装魚雷発射管を2基装備した。

## 機関
本艦はヤーロー式石炭専焼水管缶16基とパーソンズ式直結タービンを採用した。この蒸気タービン機関は、それぞれ別個の推進器を有する高圧タービンと低圧タービン各1基を1組とする構成としており､両舷2組4軸で最大出力25,130shpを発揮し、最大速力27.07ノットを得た。機関配置は、艦中央部前寄りに缶室、その後方に機械室をそれぞれまとめて配置する形態を採っていた。

## 艦歴
1908年5月30日起工。1909年10月30日進水。1910年11月15日就役。
1912年5月17日、駆逐艦「シャルフシュツェ」と衝突。

### 第一次世界大戦
1915年5月23日、イタリアはオーストリア＝ハンガリー帝国に宣戦布告。同日、オーストリア＝ハンガリー帝国海軍の戦艦などは出撃し、アンコーナなどの攻撃へと向かった。それに先立つ5月19日、南からのイタリア艦隊来襲に備え偵察部隊が出撃した。そのうちの一つは巡洋艦「アドミラル・シュパウン」と駆逐艦「シュトライター」、「ヴィルトファング」、「ウスコケ」からなるHグループで、ラゴスタ島とペラゴーザ島との間へと向かった。5月23から24日の夜に偵察部隊はイタリア沿岸の目標攻撃を命じられ、Hグループは24日にテルモリ・カンポマリーノ間の鉄道上の目標とトレーミティ諸島を攻撃した。
7月27日、巡洋艦「アドミラル・シュパウン」、「ノファラ」は駆逐艦「ウスコケ」、「シャルフシュツェ」、水雷艇「75T」、「76T」、「79T」とともにアンコーナ・ペーザロ間の鉄道を攻撃した。
1916年4月3日、「アドミラル・シュパウン」はPorer沖で触礁。艦底を損傷し、舵を失った。4月7日から5月12日までポーラで修理が行われた。
1917年3月15日、Fasana海峡で潜水艦「U20」と衝突。
11月16日にBrioni諸島西方で海底に接触して舵を失い、1916年の触礁時に失われその後回収されていた舵が取り付けられた。
12月19日、Cortellazzo砲撃を行う戦艦「Árpád」、「ブダペスト」を駆逐艦6隻などとともに護衛。
戦後はイギリスに引き渡され、1922年からベネチアで解体された。